# Caroline Claire
Caroline Claire (* 2. Februar 2000 in Wilmington) ist eine US-amerikanische Freestyle-Skierin. Sie startet in den Disziplinen Slopestyle und Big Air.

## Werdegang
Claire nimmt seit 2014 an Wettbewerben der FIS und der AFP World Tour teil. Dabei erreichte sie im Januar 2015 bei der USSA Revolution Tour in Seven Springs mit dem zweiten Platz im Slopestyle ihre erste Podestplatzierung. Bei den Juniorenweltmeisterschaften 2015 in Chiesa in Valmalenco gewann sie die Bronzemedaille im Slopestyle. Im Januar 2016 debütierte sie in Mammoth im Freestyle-Skiing-Weltcup und belegte dabei den zehnten Platz im Slopestyle und errang im selben Monat bei der USSA Revolution Tour in Mammoth den zweiten Platz im Slopestyle. Im März 2016 kam sie bei der USSA Revolution Tour in Winter Park auf den dritten und auf den ersten Platz im Slopestyle und siegte im Slopestyle beim Nor Am Cup und zugleich USSA Revolution Tour in Seven Springs.
Nach Platz zwei und eins im Slopestyle bei der USSA Revolution Tour in Waterville Valley zu Beginn der Saison 2016/17 erreichte Claire beim Weltcup auf der Seiser Alm mit dem dritten Platz im Slopestyle ihre erste Podestplatzierung im Weltcup. Im März 2017 siegte sie jeweils im Slopestyle bei der U.S. Revolution Tour in Seven Springs und bei den Carinthia Open am Mount Snow. Bei den Juniorenweltmeisterschaften 2017 in Chiesa in Valmalenco holte sie die Bronzemedaille im Slopestyle. In der Saison 2017/18 errang sie in Stubai und in Mammoth jeweils den dritten Platz im Slopestyle und holte im Slopestyle auf der Seiser Alm ihren ersten Weltcupsieg. Beim Saisonhöhepunkt, den Olympischen Winterspielen 2018 in Pyeongchang, kam sie auf den 23. Platz im Slopestyle. Die Saison beendete sie auf dem 26. Platz im Gesamtweltcup und auf dem dritten Rang im Slopestyle-Weltcup. Zu Beginn der Saison 2018/19 wurde sie beim Weltcup in Cardrona Zweite im Big Air. Es folgten drei Top-Zehn-Platzierungen und zum Saisonende den achten Platz im Slopestyle-Weltcup. Bei den Weltmeisterschaften 2019 in Park City errang sie den 16. Platz im Big Air. In der folgenden Saison wurde sie Sechste im Slopestyle-Weltcup. Dabei holte sie im Slopestyle auf der Seiser Alm ihren zweiten Weltcupsieg. Bei den Winter-X-Games 2020 in Aspen belegte sie den siebten Platz im Slopestyle.

## Erfolge

### Olympische Spiele
- Pyeongchang 2018: 23. Slopestyle

### Weltmeisterschaften
- Park City 2019: 16. Big Air

### Weltcupsiege
Claire errang im Weltcup bisher sechs Podestplätze, davon zwei Siege:
| Datum           | Ort        | Land    | Disziplin  |
| --------------- | ---------- | ------- | ---------- |
| 16. März 2018   | Seiser Alm | Italien | Slopestyle |
| 18. Januar 2020 | Seiser Alm | Italien | Slopestyle |

### Weltcupwertungen
| Saison  | Gesamt | Gesamt | Big Air | Big Air | Slopestyle | Slopestyle |
| Saison  | Platz  | Punkte | Platz   | Punkte  | Platz      | Punkte     |
| ------- | ------ | ------ | ------- | ------- | ---------- | ---------- |
| 2015/16 | 123.   | 5,2    | -       | -       | 23.        | 26         |
| 2016/17 | 79.    | 17     | -       | -       | 14.        | 85         |
| 2017/18 | 26.    | 35     | -       | -       | 3.         | 245        |
| 2018/19 | 49.    | 24,2   | 6.      | 109     | 8.         | 121        |
| 2019/20 | 50.    | 24,4   | 21.     | 22      | 6.         | 122        |

### X-Games
- Winter-X-Games 2020: 7. Slopestyle